# Platon Kulbusch

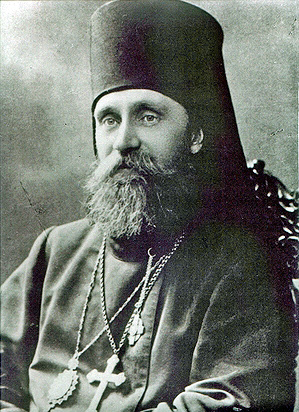
Bisschop Platon Kulbusch

Platon Kulbusch (wereldse naam: Paul Kulbusch, Russisch: Павел Петрович Кульбуш) (Pootsi (thans gemeente Pärnu), 25 juli 1869 – Tartu, 14 januari 1919) was een Russisch-orthodoxe, maar Estischtalige bisschop van Tallinn. Platon werd in 1919 door bolsjewieken vermoord en in 2000 heilig verklaard.

## Familie
Platon werd geboren als Paul Kulbusch in het Russische gouvernement Lijfland. Zijn vader Peeter Kulbusch was cantor in een Russisch-orthodoxe kerk. De familie was medio 19e eeuw van het lutherse tot het orthodoxe geloof overgegaan.

## Opleiding
Paul Kulbusch bezocht de school van de orthodoxe parochie in Arussaare en daarna van 1880 tot 1890 een priesteropleiding in Riga. In 1894 beëindigde hij zijn opleiding aan de Theologische Academie in Sint-Petersburg. Tussen 1894 en 1917 werkte hij als priester tussen de Estischtalige orthodoxen. In Sint-Petersburg en omgeving woonden toen ca. 5.000 Estischtalige orthodoxe gelovigen. In deze tijd kreeg deze gemeente onder de supervisie van Kulbusch een eigen kerk en een ontmoetingscentrum.

## Bisschop
In 1917 werd Kulbusch als eerste Est verkozen tot eerste bisschop van Tallinn. Tot dan toe viel de orthodoxe kerk in Estland onder de aartsbisschop van Riga en zetelde in Tallinn een vicaris. Kulbusch werd op 31 december 1917 in de Alexander Nevski-kathedraal in Tallinn gewijd en nam de naam Platon aan. Zijn benoeming viel in de Eerste Wereldoorlog en kort na de Oktoberrevolutie. Een deel van het Balticum, waaronder Riga, was door Duitse troepen bezet. In februari 1918 rukten de Duitsers op naar het noorden. Op 24 februari riepen de Esten met volledige instemming van bisschop Platon de onafhankelijkheid uit. De dag daarop marcheerden de Duitsers de stad binnen.
Op 11 november 1918 capituleerde Duitsland en moest het onafhankelijke Estland zich verdedigen tegen een invasie van bolsjewistische troepen vanuit Rusland met steun van Estische bolsjewieken. In Narva zetten Estische bolsjewieken een soort bestuur op, de Gemeenschap van Arbeiders van Estland, onder voorzitterschap van Jaan Anvelt.
Tijdens de Duitse bezetting en daarna reisde Platon met paard en wagen door heel Estland om de Russisch-orthodoxe parochies te bezoeken. Eind november ging hij op reis naar Riga om daar besprekingen te voeren, maar hij strandde in Tartu, waar hij behandeld werd voor longontsteking. Daar trokken op 21 december 1918 de bolsjewieken binnen.

## Dood
Op 2 januari 1919 werd Platon op last van de regering van Jaan Anvelt door het Rode Leger gearresteerd. Tijdens zijn gevangenschap werd hij gefolterd, maar hij weigerde het van tevoren opgestelde verslag van zijn verhoor te ondertekenen. Op 14 januari, de dag dat Tartu door de Esten werd heroverd, werd hij met schoten en bajonetsteken gedood. Tegelijk werden ook twee andere orthodoxe priesters, Michael Bleive en Nikolaj Bezjanitski, twee lutherse predikanten, Traugott Hahn en Moritz Wilhelm Paul Schwartz, en nog veertien anderen geëxecuteerd.
Platon werd eerst in Tartu begraven, maar zijn stoffelijk overschot werd op 9 februari 1919 herbegraven in de Kathedraal van de Transfiguratie in Tallinn. De Russisch-orthodoxe Kerk in Estland kwam in 1920 als autocefale kerk op eigen benen te staan. Voor deze kerk gold Platon al direct als martelaar. In 1929 werd in de voorhof van de kathedraal een borstbeeld van de bisschop onthuld, en in 1931 werd een marmeren sarcofaag op zijn graf geplaatst, beide vervaardigd door Amandus Adamson. De kathedraal behoort tegenwoordig toe aan de Estische Apostolisch-Orthodoxe Kerk, de rechtsopvolger van de autocefale Estisch-orthodoxe Kerk. Dit kerkgenootschap, dat onder het Oecumenisch patriarchaat van Constantinopel valt, kwam in 1993 na bijna vijftig jaar ballingschap terug naar Estland en is sindsdien een aparte kerk naast de Estische Orthodoxe Kerk onder het Patriarchaat van Moskou.
Aan het pand in Tartu waar de bisschop met 18 anderen is geëxecuteerd, is in 2003 een gedenkplaat aangebracht.

## Heiligverklaring
Op 20 augustus 2000 werd bisschop Platon door de Russisch-orthodoxe Kerk heilig verklaard. Tijdens een bezoek van Bartholomeus I, patriarch van Constantinopel, aan Tallinn van 26 oktober tot en met 1 november 2000 deed het Oecumenisch patriarchaat van Constantinopel hetzelfde, tot ongenoegen van de Russische zusterkerk.

## Orde van Bisschop Platon
In 1922 stelde de Estisch-orthodoxe Kerk de Orde van Bisschop Platon in voor mensen die zich voor de kerk verdienstelijk hebben gemaakt. De drager hoeft niet noodzakelijkerwijs lidmaat van de kerk te zijn.